# Confide in Me (musikalbum)
Confide in Me är ett samlingsalbum av den australiska sångerskan Kylie Minogue, som kom ut i maj 2002. Albumet innehåller både studioalbum av hennes tidigare skivbolag Deconstruction Records, som är Kylie Minogue och Impossible Princess. Men hennes singel "Breathe" var inte med på albumet. Albumet var en kommersiell misslyckande, inte nådde några viktiga topplistan och fick blandade recensioner från musikkritiker.

## Låtlista
| Nr  | Titel                    | Kompositör                                      | Producent                      | Längd |
| --- | ------------------------ | ----------------------------------------------- | ------------------------------ | ----- |
| 1.  | Put Yourself in My Place | Jimmy Harry                                     | Harry                          | 4:56  |
| 2.  | Some Kind of Bliss       | Kylie Minogue, James Dean Bradfield, Sean Moore | Dave Eringa, Bradfield         | 4:16  |
| 3.  | Surrender                | Gerry DeVeaux, Charlie Mole                     | DeVeaux, John Waddle, Tim Bran | 4:27  |
| 4.  | If I Was Your Lover      | Harry                                           | Harry                          | 4:47  |
| 5.  | Limbo                    | Minogue, Dave Ball, Ingo Vauk                   | Ball, Vauk                     | 4:07  |
| 6.  | Did It Again             | Minogue, Steve Anderson, Dave Seaman            | Brothers in Rhythm             | 4:24  |
| 7.  | Through the Years        | Minogue, Ball, Vauk                             | Ball, Vauk                     | 4:22  |
| 8.  | Too Far                  | Minogue                                         | Brothers in Rhythm             | 4:46  |
| 9.  | Say Hey                  | Minogue                                         | Brothers in Rhythm             | 3:40  |
| 10. | Time Will Pass You By    | Dino Fekaris, Nick Zesses, John Rhys            | M People                       | 5:28  |
| 11. | Cowboy Style             | Minogue, Anderson, Seaman                       | Brothers in Rhythm             | 4:48  |
| 12. | Falling                  | Neil Tennant, Chris Lowe                        | Pete Heller, Terry Farley      | 6:46  |
| 13. | I Don't Need Anyone      | Minogue, Bradfield, Nick Jones                  | Eringa, Bradfield              | 3:15  |
| 14. | Dreams                   | Minogue, Anderson, Seaman                       | Brothers in Rhythm             | 3:46  |
| 15. | Jump                     | Minogue, Rob Dougan                             | Dougan                         | 4:05  |
| 16. | Drunk                    | Minogue, Anderson, Seaman                       | Brothers in Rhythm             | 4:01  |
| 17. | Confide in Me            | Anderson, Seaman, Owain Barton                  | Brothers in Rhythm             | 5:52  |